# Suksun
Suksun (russisch Суксун) ist eine Siedlung städtischen Typs in der Region Perm in Russland mit 8022 Einwohnern (Stand 14. Oktober 2010).

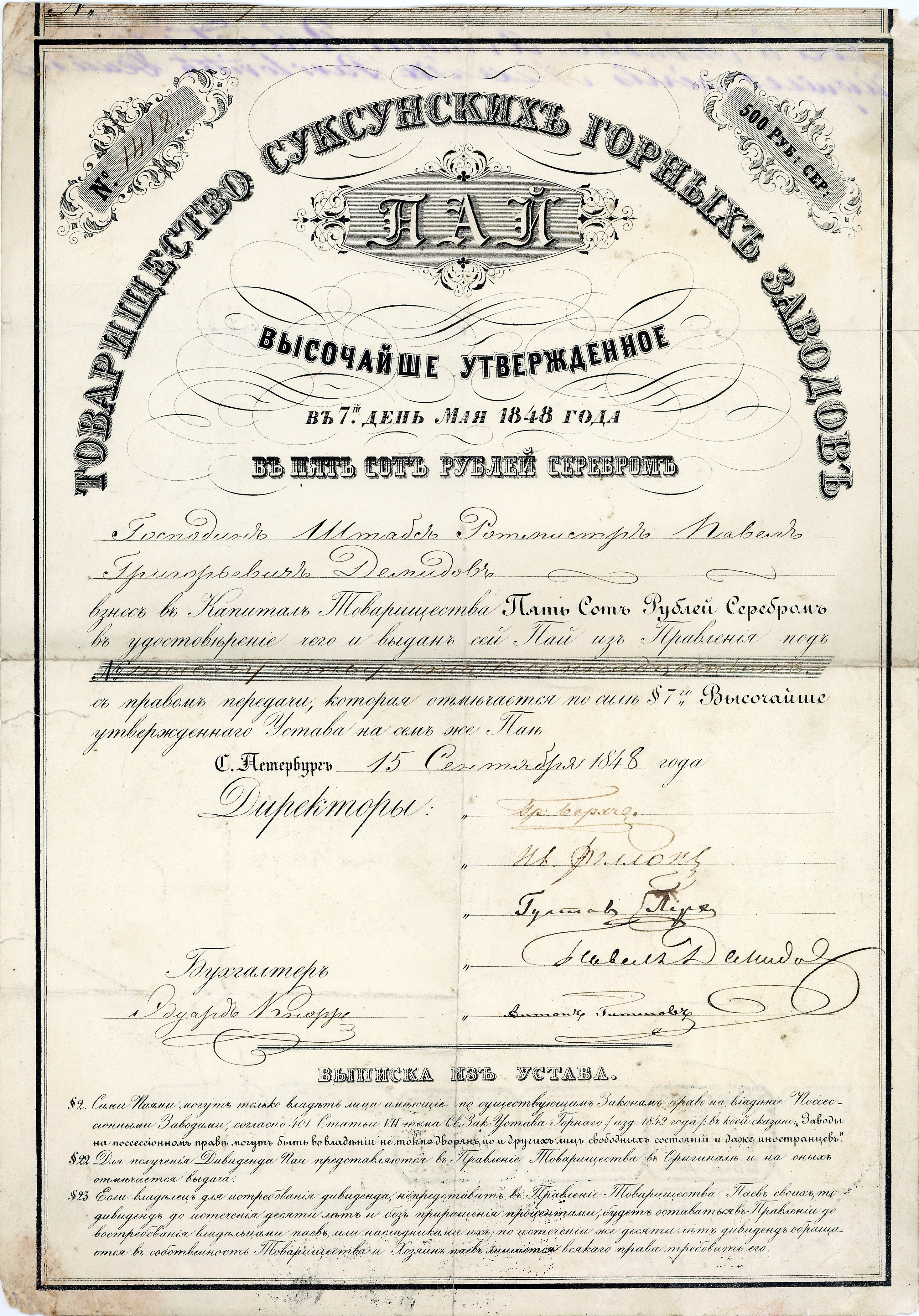
Anteilschein über 500 Silberrubel der Gesellschaft der Bergwerke in Suksun, ausgestellt am 15. September 1848 in St. Petersburg auf Pawel Grigorijewitsch Demidow aus der berühmten Demidow-Dynastie

## Geographie
Der Ort liegt knapp 120 km Luftlinie südöstlich des Regionsverwaltungszentrums Perm im westlichen Vorland des Ural. Er befindet sich am linken Ufer der Sylwa, bei der Einmündung des Suksuntschik, der dort zu einem kleinen Stausee, genannt Suksunski prud, angestaut ist.
Suksun ist Verwaltungszentrum des Rajons Suksunski sowie Sitz der Stadtgemeinde Suksunskoje gorodskoje posselenije, zu der außerdem das östlich anschließende Dorf Koschelewo gehört.

## Geschichte
Der Ort wurde 1651 im Zusammenhang mit der Entdeckung von Kupfererzen in der Umgebung gegründet. Anfang des 18. Jahrhunderts wurde auf dieser Grundlage die Herstellung von Samowaren aufgenommen, die auch nach Erschöpfung der lokalen Kupfervorkommen beibehalten wurde. Wenig später ließ dort Akinfi Demidow die Eisenhütte Suksunski sawod errichten, aus der das heutige „Optische-mechanische Werk“ hervorging.
Am 27. Februar 1924 wurde Suksun Verwaltungssitz eines neu geschaffenen, nach ihm benannten Rajons. 1933 erhielt der Ort den Status einer Siedlung städtischen Typs.

### Bevölkerungsentwicklung
| Jahr | Einwohner |
| ---- | --------- |
| 1939 | 6128      |
| 1959 | 7731      |
| 1970 | 8487      |
| 1979 | 8819      |
| 1989 | 8882      |
| 2002 | 8495      |
| 2010 | 8022      |

Anmerkung: Volkszählungsdaten

## Verkehr
Einige Kilometer südwestlich wird Suksun von der föderalen Fernstraße R243 von Kostroma nach Atschit umgangen. Die nächstgelegenen Bahnstationen befinden sich im 25 km nördlich gelegenen benachbarten Rajonzentrum Ust-Kischert an der auf diesem Abschnitt 1911 eröffneten Hauptstrecke der Transsibirischen Eisenbahn, das jedoch nur über eine Nebenstraße erreichbar ist, sowie in der Stadt Kungur, 40 km nordwestlich an der R242.